# Kemnath bei Fuhrn

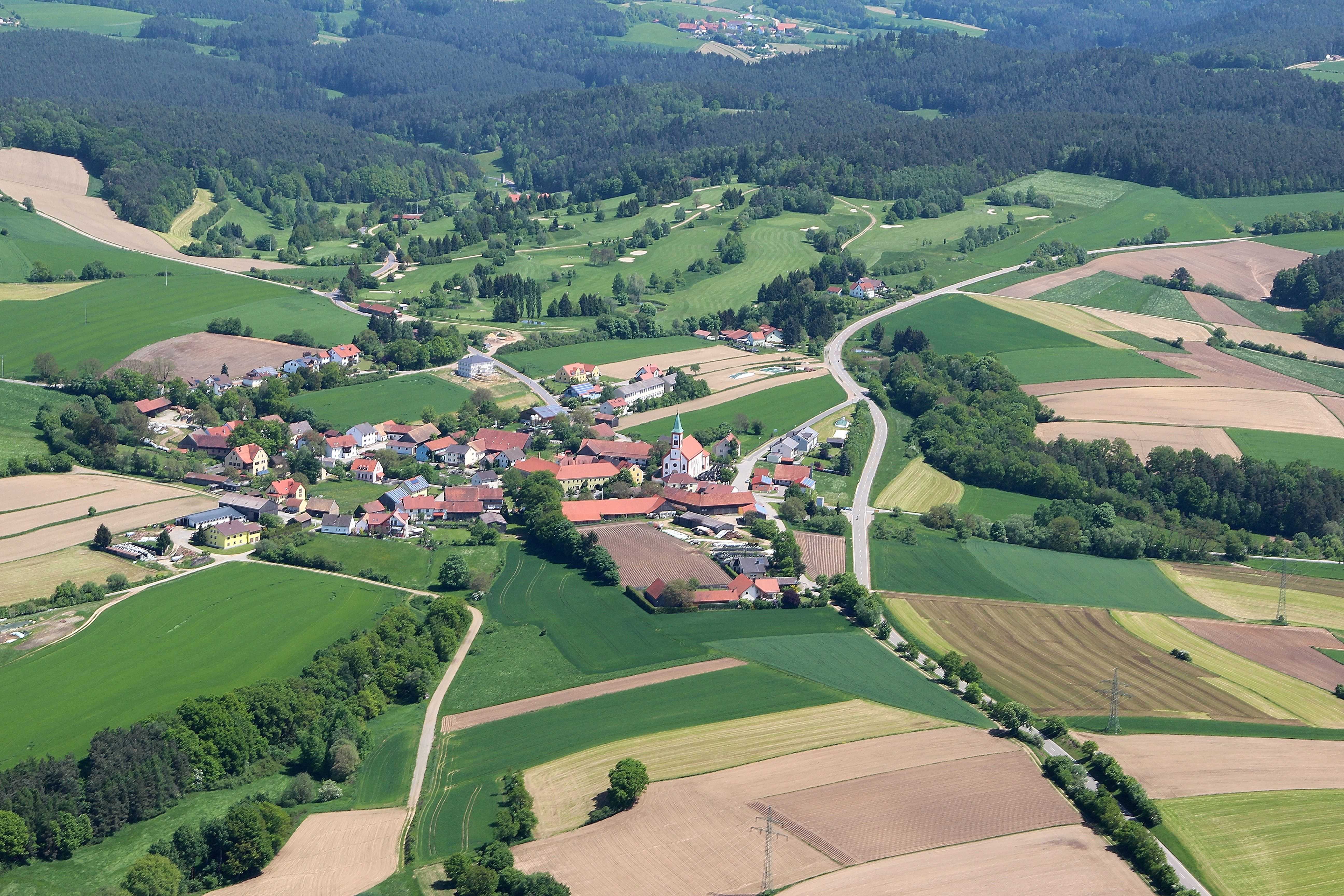
Kemnath bei Fuhrn (2013)

Kemnath bei Fuhrn ist ein Ortsteil der Stadt  Neunburg vorm Wald im Landkreis Schwandorf in Bayern.

## Geographie
Kemnath bei Fuhrn liegt circa elf Kilometer westlich von Neunburg vorm Wald nördlich der Staatsstraße 2151, die Neunburg vorm Wald mit der A 93 in Schwarzenfeld verbindet.

## Geschichte

Katholische Pfarrkirche St. Ulrich

Der Name Kemnath leitet sich vom Wort Kemenate ab.
Früher gab es bei Kemnath eine stattliche Burganlage, deren Reste sich noch heute nördlich von Kemnath befinden.
Erstmals wurde Kemnath im Jahr 1010 erwähnt.
In einer Urkunde von 1150 wurde es als Keminaten bezeichnet und in anderen Schriftstücken der Jahre 1224 bis 1265 als Kemenaten und Chemmenaten.
Es gehörte 1283 zum herzoglichen Auerbach.
Fuhrn war schon früher Pfarrei als Kemnath; es war sozusagen die Mutterpfarrei von Kemnath.
1398 stand Kemnath in der Vikariatsrechnung als eigenständige Pfarrei.
Im Zuge der Reformation wurde Kemnath 1556 evangelisch und bei der Gegenreformation 1623 wieder katholisch.
Im Spanischen Erbfolgekrieg 1704 litt Kemnath unter den dänischen Dragonern.
1742 wurden die Pfarreien Kemnath und Fuhrn vereinigt und Fuhrn verlor seine Selbständigkeit.
1863 wurde die Kemnather Pfarrkirche St. Ulrich erbaut. 1869 lieferte Johann Anton Breil eine neue Orgel, 1971 baute Weise ein neues Werk (10/I/P) unter Beibehaltung des Gehäuses.
Am 23. März 1913 war Kemnath Sitz der Pfarrei Kemnath bei Fuhrn, bestand aus 27 Häusern und zählte 169 Einwohner.
Die ehemalige Gemeinde Kemnath bei Fuhrn wurde zum 1. Januar 1974 aufgelöst und nach Neunburg vorm Wald eingemeindet. Weitere Teile der ehemaligen Gemeinde fielen zur Gemeinde Sonnenried.
Am 31. Dezember 1990 hatte Kemnath 133 Einwohner und war Sitz der Pfarrei Kemnath bei Fuhrn.
Siehe auch: Liste der Baudenkmäler in Neunburg vorm Wald, Abschnitt Kemnath bei Fuhrn